# Kosovo-Schutzkorps

Logo des Kosovo-Schutzkorps

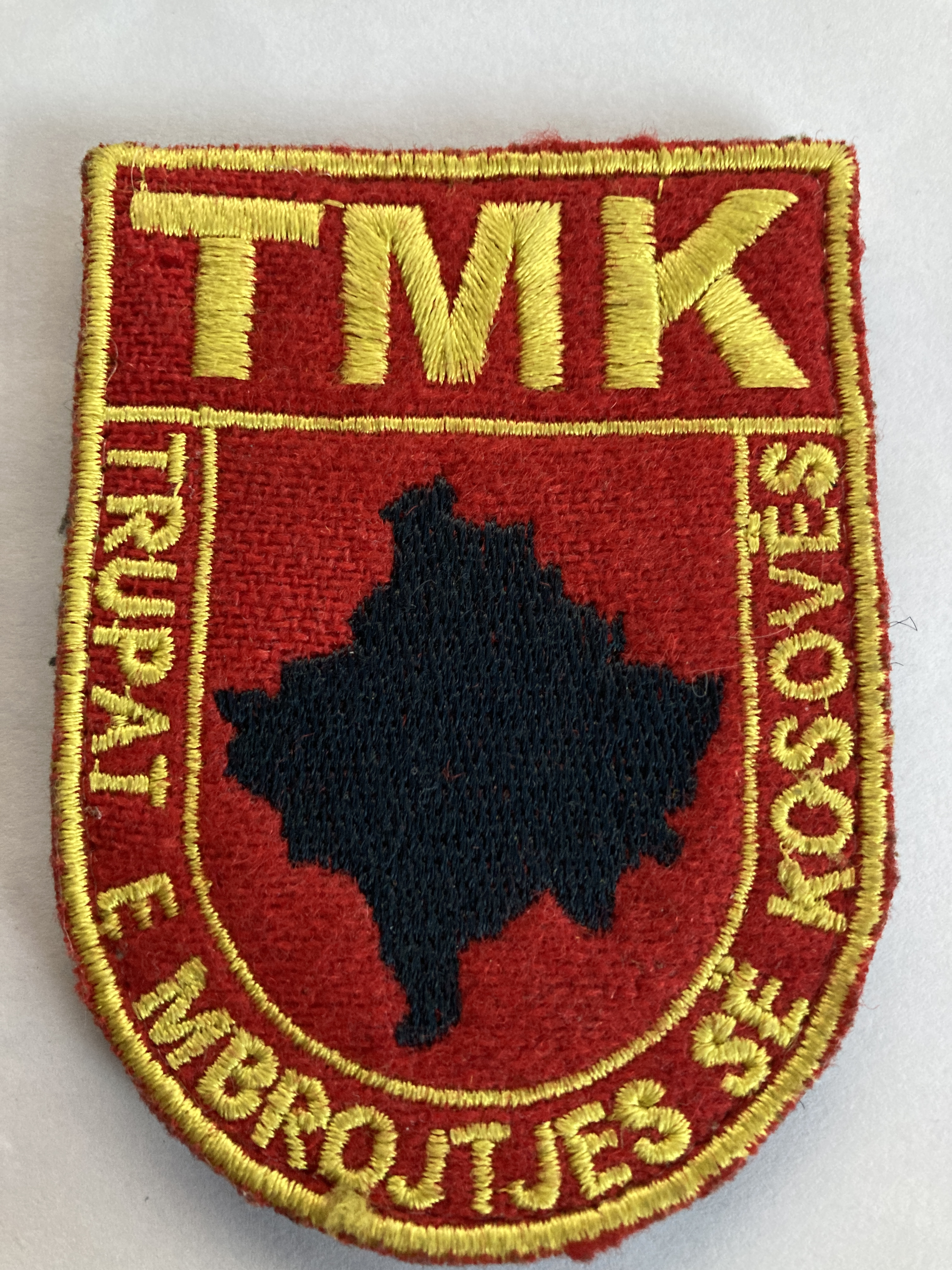
Uniform Ärmelabzeichen des Kosovo-Schutzkorps

Das Kosovo-Schutzkorps (albanisch Trupat e Mbrojtjës së Kosovës, englisch Kosovo Protection Corps) wurde von KFOR und UNMIK im Jahre 1999 faktisch als Nachfolgeorganisation der UÇK gegründet. Nach Vorstellung der westlichen Gründer ist es ein ziviler Katastrophenschutz, nach Vorstellung der albanischen Kosovaren der Kern einer künftigen Kosovo-Armee. Diese Zweideutigkeit spiegelt sich auch im albanischen Namen wider: Er kann mit Schutzkorps oder Verteidigungskorps übersetzt werden. Bis März 2006 war Agim Çeku Kommandeur des Schutzkorps, sein Nachfolger ist General Sylejman Selimi.
Am 20. Januar 2009 wurde die TMK formell aufgelöst und firmiert seither unter der Bezeichnung Sicherheitskräfte des Kosovo.

## Stärke, Bewaffnung und Organisation
Grundlage war eine Vereinbarung zwischen den früheren Befehlshabern der Guerillatruppe UÇK und der KFOR. Demzufolge hat das Kosovo-Schutzkorps eine maximale Stärke von 3.000 Aktiven und 2.000 Reservisten, dazu kommen bis zu hundert Zivilangestellte. Zehn Prozent der Mitglieder sollen aus den nationalen Minderheiten des Kosovo kommen. Teile der UÇK-Ausrüstung werden dem Schutzkorps zur Verfügung gestellt; ein bedeutender Teil des Schutzkorps kommt aus den Rängen der im September 1999 aufgelösten UÇK, der Rest aus der Zivilbevölkerung. Das Kosovo-Schutzkorps untersteht dem UNO-Sonderbevollmächtigten für das Kosovo und steht unter Dienstaufsicht der KFOR. Es hat 2.000 verschiedene Waffen zur Verfügung. Davon dürfen 200 zur Erfüllung verschiedener Aufgaben genutzt werden, die übrigen 1.800 werden in Waffenkammern der KFOR aufbewahrt.

## Unterschiedliche Zielsetzungen
Die westlichen Gründungsväter wollten ein ziviles Schutzkorps nach Art der französischen Unités d'instruction et d'intervention de la sécurité civile, eine Art Katastrophenschutz des Kosovo und schrieben diese Ausrichtung in den Vereinbarungen fest. Ihr Ziel war es, die radikaleren Elemente der UÇK einer Art Kontrolle zu unterwerfen.
Die albanischen Kosovaren sehen in dem Kosovo-Schutzkorps eine potenzielle Verteidigungstruppe und den Kern einer künftigen Armee des Kosovo. So wurde im Frühjahr 2004 bekannt, dass innerhalb des Kosovo-Schutzkorps eine eigene Militärstrategie für das Kosovo entworfen wurde. Das meldet die Zeitung Zeri aus Priština.
Das Kosovo-Schutzkorps schlug demzufolge die Gründung einer Kosovo-Armee mit 10.000 Soldaten und 20.000 Reservisten vor. Der Schwerpunkt der Planung lag auf schnellen Reaktions-Einheiten.

## Reputation
Der Ruf des Schutzkorps ist zweifelhaft, wie folgende Beispiele belegen:
- Nach dem Krieg beklagte die UNMIK verbotene Steuereintreibungen, Schutzgelderpressungen und Zigarettenschmuggel durch Mitglieder des Kosovo-Schutzkorps.
- Im Jahr 2001 beschuldigte die mazedonische Polizei das Kosovo-Schutzkorps, die albanischen Freischärler in Mazedonien mit Waffen zu versorgen.
- Im Februar 2001 kam es bei Niš zu einem Bombenanschlag auf einen Zug, 11 Kosovo-Serben starben, 35 wurden verletzt. Im Zusammenhang damit wurde ein Mitglied des Schutzkorps verhaftet, konnte aber unter unklaren Umständen entkommen.
- Im Juli 2001 suspendierten UNMIK und KFOR fünf hochrangige albanische Befehlshaber des Kosovo-Schutzkorps. Gegen sie wurde wegen Bedrohung der internationalen Stabilität und Verdachts von Kriegsverbrechen ermittelt.
- Im Mai 2003 wurden der Regionalkommandeur von Kosovska Mitrovica und zwei seiner Offiziere aus dem Kosovo-Schutzkorps entlassen. Sie standen im Verdacht mit der Sprengung einer Eisenbahnbrücke in Zveçan in Verbindung zu stehen.

„Das TMK band etliche radikale und kriminelle Elemente, die sich der UÇK angeschlossen hatten, und war deshalb auch bei den UN umstritten“, beschreibt die Frankfurter Rundschau die Reputation der Truppe. „Wir nehmen zur Kenntnis, dass das Kosovoschutzkorps im allgemeinen die vorgegebenen Bestimmungen einhält, aber trotzdem fordern wir die Angehörigen des Korps auf, sich von jeder extremistischen oder kriminellen Handlung zu distanzieren“, heißt es in einer Erklärung der NATO-Verteidigungsminister vom 18. Dezember 2001.